# Вільям Патрік МакКорд
Вільям Патрік МакКорд (William Patrick McCord; нар. 3 грудня 1950) — американський ветеринар і герпетолог. Фахівець з черепах.

## Біографія
У 1970 році МакКорд отримав ступінь асистента прикладних наук у Державному університеті Нью-Йорка (SUNY) у Делі (штат Нью-Йорк). У 1972 році він отримав ступінь бакалавра наук у Корнельському університеті. У 1978 році він отримав ступінь доктора ветеринарної медицини (DVM) в Університеті Пердью в Вест-Лафайєтті, (Індіана). Після трирічної практики в Глен-Коув (штат Нью-Йорк) і Данбері (штат Коннектикут), у 1981 році він разом із дружиною Енн, ветеринарним техніком, переїхав до Хоупвелл-Джанкшен (штат Нью-Йорк), де заснував лікарню для тварин East Fishkill. Робота МакКорда зазвичай зосереджена на діагностиці та хірургії. Протягом багатьох років він також навчав інших місцевих ветеринарів.
МакКорд є членом Американської ветеринарної медичної асоціації (AVMA), Ветеринарного медичного товариства штату Нью-Йорк (NYSVMS) і Ветеринарного медичного товариства Гудзонової долини (HVVMS).
Наукові інтереси МакКорда як герпетолога пов'язані з фауною черепах Південно-Східної Азії, Австралії, Західної Нової Гвінеї та Папуа Нової Гвінеї. Він був співавтором семи нових видів черепах: Chelodina canni, Chelodina gunaleni, Chelodina walloyarrina, Chitra vandijki, Cyclemys atripons, Leucocephalon yuwonoi і Mesoclemmys heliostemma. У 2013 році разом з Мін Ле, Бренданом Н. Рейдом, Євгенією Наро-Масіель, Крістофером Дж. Раксворті, Джорджем Амато та Артуром Джорджем він створив новий рід Flaviemys для виду, який раніше був віднесений до роду Elseya.
Крім того, МакКорд володіє найбільшою колекцією живих черепах у штаті Нью-Йорк і однією з найбільших у Сполучених Штатах.
Вільям Патрік МакКорд опублікував понад 60 наукових статей і лекцій у Сполучених Штатах та по всьому світу на теми, пов'язані з тваринами.

## Епоніми
Карл Г. Ернст назвав шарнірну черепаху МакКорда (Cuora mccordi) у 1988 році, а Андерс Г. Дж. Родін назвав змієшию черепаху МакКорда (Chelodina mccordi) у 1994 році на честь Вільяма Патріка МакКорда.

## Веб-посилання
- Профіль співробітника на веб-сайті East Fishkill Animal Hospital
- Інтерв'ю з Dr. Вільям МакКорд